# Buja
Buja, parfois Buia (en frioulan : Buie ou Buje) est une commune italienne située dans la région autonome du Frioul-Vénétie Julienne et rattachée à l'organisme de décentralisation régionale d'Udine.

## Géographie
La commune s'étend sur 25,5 km2 dans le centre de la région, à environ 20 km au nord d'Udine. Elle est traversée par le Ledra, affluent du Tagliamento qui coule à l'ouest.

### Hameaux
Andreuzza, Arba, Arrio, Avilla, Ca' Martino, Campo Garzolino, Caspigello, Collosomano, Codesio, Madonna, Monte, Ontegnano, Sala, Saletti, San Floreano, Santo Stefano, Solaris, Sopramonte, Sottocolle, Sottocostoia, Strambons, Tomba, Tonzolano, Urbignacco, Ursinins Grande, Ursinins Piccolo

### Communes limitrophes
|        | Gemona del Friuli         | Artegna       |
| Osoppo | Buja                      |               |
| Majano | Colloredo di Monte Albano | Treppo Grande |

## Histoire
Le 6 mai 1976, la municipalité de Buja est dévastée par un tremblement de terre, qui entraîne la mort de près d'un millier de personnes au Frioul. Les bâtiments publics et privés sont très fortement touchés.
Après avoir fait partie de la province d'Udine, dissoute en 2018, puis de l'union territoriale intercommunale d'Udine, elle est rattachée depuis le 1er juillet 2020 à l'organisme de décentralisation régionale d'Udine.

## Administration
| Période                                  | Période   | Identité              | Étiquette    | Qualité |
| ---------------------------------------- | --------- | --------------------- | ------------ | ------- |
| 28 mai 2002                              | juin 2012 | Luca Marcuzzo         | Centre droit |         |
| juin 2012                                | juin 2022 | Stefano Bergagna      |              |         |
| juin 2022                                | en cours  | Silvia Maria Pezzetta | Centre droit |         |
| Les données manquantes sont à compléter. |           |                       |              |         |

## Jumelages
- Aprilia (Italie) depuis 1997
- Vilsbiburg (Allemagne) depuis 2001
- Domont (France) depuis 2008

## Personnalités
- Aurelio Briante (1846–1929), Vicaire catholique-romain d'Egypte.
- Johann Eustacchio (1869–1909),  Architect autrichien né à Buja.
- Enrico Ursella (1887–1955), Dessinateur et peintre.
- Renato Calligaro (1928-2023), peintre et graphiste, né et mort à Buja.